# Xylia fraterna
Xylia fraterna là một loài thực vật có hoa trong họ Đậu. Loài này được (Vatke) Drake miêu tả khoa học đầu tiên.